# Гребин
Гребин (нем. Grebin) — община в Германии, в земле Шлезвиг-Гольштейн. 
Входит в состав района Плён. Подчиняется управлению Гросер Плёнер Зе.  Население составляет 938 человек (на 31 декабря 2010 года). Занимает площадь 24,14 км².
Впервые упоминается в 1433 году. Символ поселения - мельница (1851), являющаяся памятником культуры.

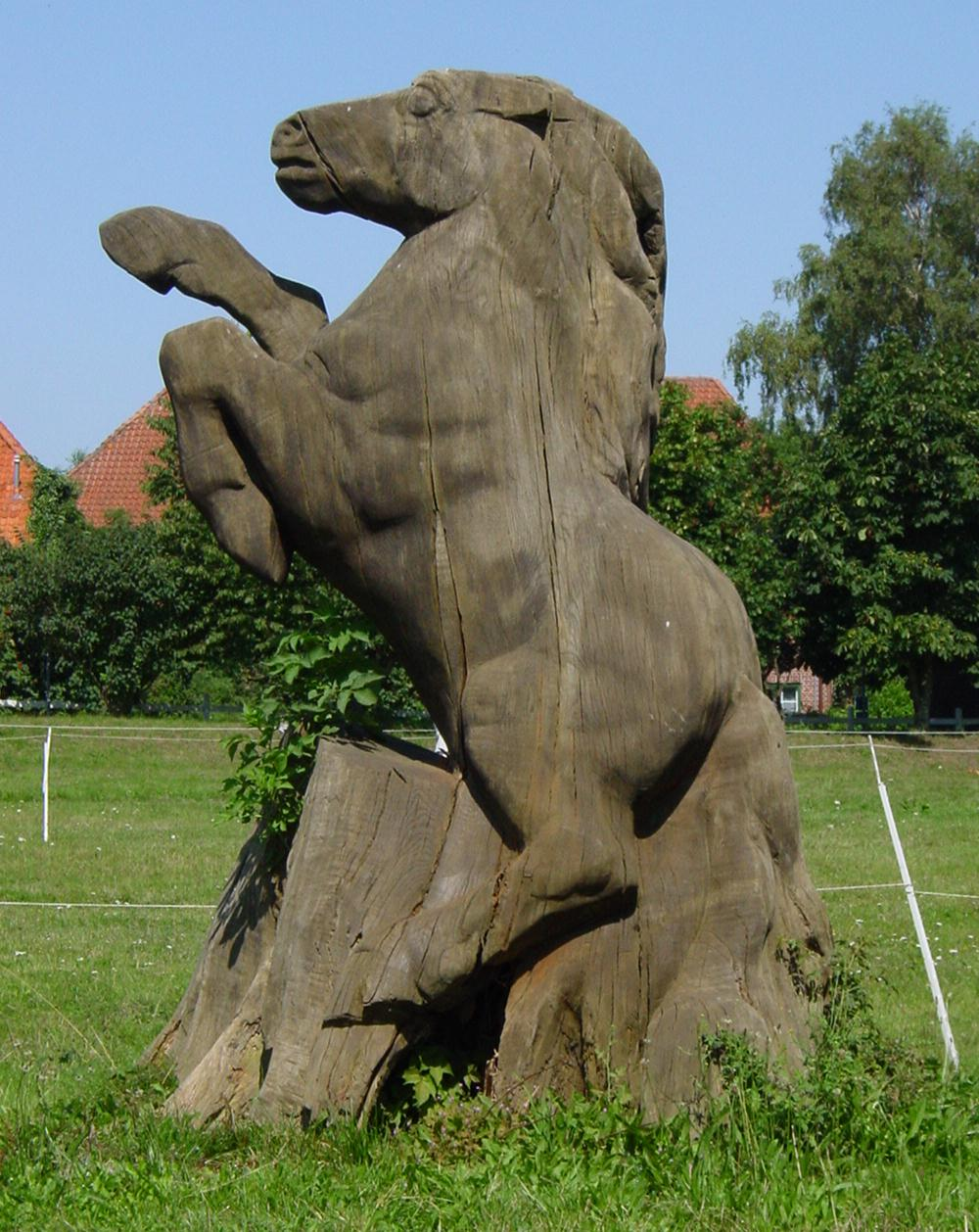
Гребин